# المدنية (ولاية الجزائر)
 المدينة  بلدية من بلديات ولاية الجزائر التابعة لدائرة سيدي امحمد. في 2006 بلغ عدد السكان 78,118 نسمة،

## جغرافيا
| بلوزداد | بلوزداد | سيدي امحمد    |
| القبة   | إسم ؟   | المرادية      |
| القبة   | القبة   | بئر مراد رايس |

## أعلام
- حسين ياحي
- فرناند إفيتون
- الهاشمي قروابي
- زبير بوعجاج

## مواضيع ذات صلة
- تاريخ ولاية الجزائر
- بلديات ولاية الجزائر
- دوائر ولاية الجزائر